# Norman Jenkins Yanikun
Norman Jenkins Yanikun va néixer prop de Boston, Massachusetts, Estats Units, el 16 de juliol de 1917 (li agradava recordar que el seu naixement havia tengut lloc "el mateix any de la Revolució Russa") i va morir el 16 d'abril de 1988 a Deià, Mallorca.
Els seus pares eren immigrants russo-jueus provinents de Riga, Letònia. La seva educació artística va començar a la Boston Museum School of Fine Arts (Escola-Museu de Belles Arts de Boston), a finals dels anys 40.
Mentre servia a l'exèrcit dels Estats Units es va casar, i fruit d'aquest matrimoni va néixer un fill que avui dia es troba desaparegut. Una vegada separat va partir a París quan la seva dona li va reclamar la pensió del divorci. Hi va viure durant 20 anys amb altres artistes expatriats. Va estudiar pintura al G.I. Bill, combinant aquesta activitat amb els escacs, la seva gran passió.
El 1957 va arribar per primera vegada a Mallorca. Durant deu anys alternaria, passant els hiverns a París i els estius a la pensió "Sa Fonda" de Deià.
A finals dels anys 60 va tornar a Nova York, però no va trobar-hi la inspiració per pintar ("massa ciment", deia). El 1973 va tornar a Deià, on es va instal·lar de forma permanent, al número 55 de "Sa Font Fresca", casa convertida avui en museu. Va ser en aquest poble on Norman Yanikun va cofundar el grup Els deu d'Es Teix. No va buscar la fama i va fer molt poques exposicions públiques; només a les portes de la mort (when the shit hit the fan, "quan la merda xoca amb el ventilador", com solia anomenar-la) va demanar que altres traguessin la seva obra a la llum. No obstant a Deià gaudí de gran popularitat pel seu esperit bohemi i la seva habilitat jugant a escacs.
Va morir a la vila el 16 d'abril de 1988 però abans va expressar la seva darrera voluntat: tenir un museu a Deià, desig realitzat amb el Museu Norman Yanikun.